# Jan Karol Młocki
Jan Karol Młocki herbu Prawdzic – wójt piński w 1656 roku, starosta piński w latach 1656-1674, regent kancelarii większej Wielkiego Księstwa Litewskiego w latach 1650–1656, podstoli ciechanowski w 1649 roku, sekretarz Jego Królewskiej Mości, starosta helmetski w 1654 roku.
Poseł na sejm koronacyjny 1649 roku, poseł sejmiku kowieńskiego na sejm nadzwyczajny 1654 roku, poseł sejmiku pińskiego na sejm 1658 roku, sejm 1661 roku, sejm 1664/1665 roku.
Był elektorem Michała Korybuta Wiśniowieckiego z województwa brzeskolitewskiego w 1669 roku, podpisał jego pacta conventa.